# Baud
Baud (Bd) je jednotka modulační rychlosti (také symbolová nebo znaková rychlost, anglicky baud rate) udávající počet změn stavu přenosového média za jednu sekundu. Jednotka je pojmenována po francouzském vynálezci Émile Baudotovi.
Pro starší linkové kódy a typy modulací platí, že 1 baud = 1 bit/s (např. sériový přenos dat prostřednictvím RS-232). Obecně to ale neplatí, neboť při některých způsobech komunikace lze během jedné změny signálu přenést větší množství informace než jeden bit:
- při paralelním přenosu dat
- při použití vícestavové modulace (např. kvadraturní amplitudová modulace nebo OFDM)
- moderní linkové kódy jsou schopné přesným časováním charakteristických okamžiků přenášet více informací než tradiční kódy (např. kódování Manchester) a přitom udržovat synchronizaci přijímače a vysílače (viz Run length limited)